# David Cañada

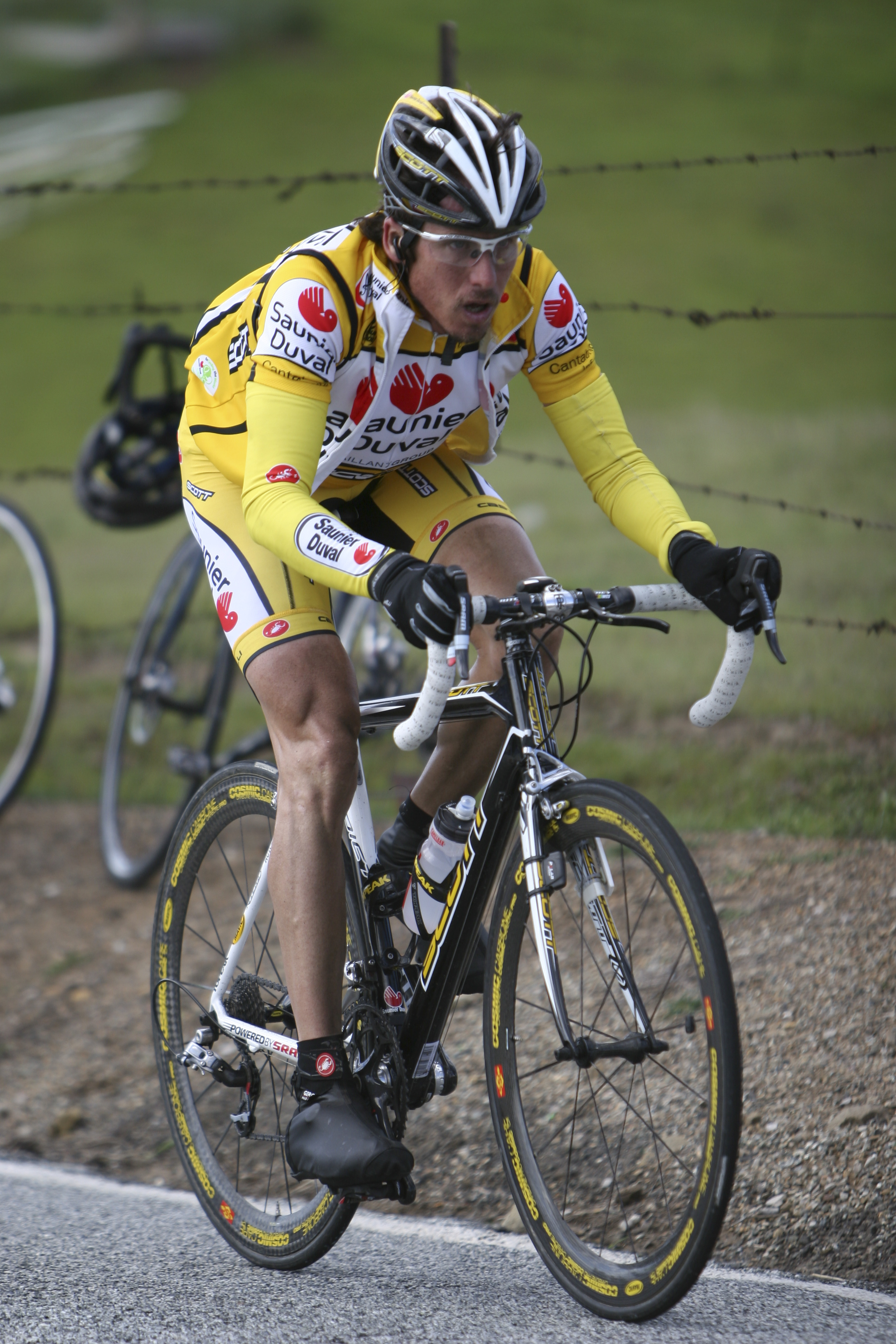
David Cañada (2008)

David Cañada García (* 11. März 1975 in Saragossa; † 28. Mai 2016 in Castejón de Sos) war ein spanischer Radrennfahrer.

## Erfolge
Cañada war Profi seit 1996. Im Jahr 2000 gewann er die Gesamtwertungen der Sarthe- und der Murcia-Rundfahrt. 2003 erreichte er einen siebten Platz bei der Ruta del Sol und einen dritten Platz bei Rund um Köln. Seinen größten Erfolg feierte er 2006 mit dem Gesamtsieg bei der Katalonien-Rundfahrt. Fünfmal – 2000, 2003, 2005, 2006 und 2007 – startete er bei der Tour de France; seine beste Platzierung in einer Gesamtwertung war Rang 33 im Jahr 2000. Jeweils dreimal startete er beim Giro d’Italia und der Vuelta a España; beim Giro 2004 wurde er 17. Ende der Saison 2009 beendete er seine Karriere, nachdem bei ihm Hautkrebs diagnostiziert worden war.
Cañada kam im Mai 2016 bei der Radtouristikfahrt Puertos Ribagorza ums Leben, nachdem er mit einem anderen Fahrer zusammengestoßen war und dabei schwere Kopfverletzungen erlitt. An der Fahrt nahmen rund 2000 Sportler teil.

## Palmarès
2000
- Gesamtwertung Sarthe-Rundfahrt
- Gesamtwertung Murcia-Rundfahrt

2006
- Gesamtwertung Katalonien-Rundfahrt

## Teams
- 1996–2000 ONCE
- 2001–2002 Mapei
- 2003 Quick Step
- 2004–2008 Saunier Duval-Prodir
- 2009 Fuji-Servetto